# 仮想固定通信提供者
仮想固定通信提供者（かそうこていつうしんていきょうしゃ、英語: Fixed Virtual Network Enabler、FVNE）とは、固定通信分野において、他の固定電気通信事業者の事業に対して回線に電気通信役務を提供し、またはその事業の構築を支援する事業を営む者である。

## 概要
主として次の分類がある。
1. 仮想固定通信事業者（Fixed Virtual Network Operator、FVNO）の事業に対して顧客システムの構築や運用、伝送路設備を保有する電気通信事業者（Network Operator、NO）との契約締結交渉等に関するノウハウ提供等のコンサルティング業務等を行うが、自らは電気通信役務を提供しない事業者[1]
2. 電気通信設備を設置、運用し、他の電気通信事業者（ISP等）に卸電気通信役務を提供する事業者

## 日本におけるFVNE
古くは旧イー・アクセス（現ワイモバイル）やアッカ・ネットワークスによるADSL回線のISPへの卸売事業から始まる。イー・アクセス等は「回線事業者」と呼ばれ、エンドユーザーへのADSLサービス提供、インターネット接続性の提供、付帯電気通信事業（サーバー等）の提供をISPが行う形態である。この場合も物理的回線（メタル回線）はNTT東西が提供しており、イー・アクセス等のADSL回線事業者が局舎にコロケーション設備と、DSLAMを設置し、ISPまでの接続性を提供している。この場合、ユーザーにとっての契約窓口は卸提供を受けるISPであるため、ADSL回線事業者はFVNEの一形態といえる。
なお、Yahoo! BBにおいてはADSL回線事業とISPを兼ねておりFVNEは介在せず、またフレッツADSLにおいてはNTT参入規制の関係からNTT東西がメタル-ADSL回線-地域IP網までを提供し、ISPは地域IP網の相互接続点（POI）から先のインターネット接続性（バックボーン）を提供し、ユーザーはフレッツとISPの双方に契約を行うのでFVNEとは言えない。
その後FTTH等の光サービスが開始された。Bフレッツ等では、NTT東西が光回線および地域IP網（後のNGN）の網終端装置（POI）までを提供、ISPは地域IP網の相互接続点(POI)から先のインターネット接続性（バックボーン）を提供する形態である。さらに、auひかりや電力系通信事業者その他のFTTHサービスでは、自らをユーザーに対するISP窓口とし、主にNTT東西のダークファイバ等をアクセス回線に使用してFTTHサービスを開始した。これらの場合も前述のとおりFVNEの介在はない。

### フレッツ網におけるVNE
2011年7月、NTT東日本とNTT西日本はそれぞれのフレッツ網（NGN）におけるIPv6接続サービスの一形態として、「インターネット（IPv6 IPoE）接続」サービスを開始した。
この形態ではUNIからフレッツ網、ゲートウェイルータを挟みNNIまでをNTT東西が、NNIからをIPoE接続事業者が提供する。IPoE接続事業者はFVNEとしてISPに回線設備の卸を提供する。このことからIPoE接続事業者は「VNE (Virtual Network Enabler)事業者」とも呼ばれる。IPoE接続事業者がISPを兼ねる場合もあるが、IPoE接続事業者は自他のISPに公平な役務提供を義務付けられている。ISPはFNOとして自社回線設備の提供は行わず、卸を受けた回線設備と付帯電気通信事業（サーバー等）を提供する。このような形態は日本のフレッツ網の「インターネット（IPv6 IPoE）接続」サービス」に特有である。
2022年5月時点におけるVNE事業者及びサービスは以下に列挙する通りである。
- BBIX株式会社[8][9] 「IPv6高速ハイブリッド」
- 日本ネットワークイネイブラー株式会社(JPNE)[8][9] 「V6プラス」
- インターネットマルチフィード株式会社[8][9] 「transixサービス」
- ビッグローブ株式会社[10][11]「Ipv6オプション」[12]
- 株式会社朝日ネット[10][11]「v6 コネクト」
- NTTコミュニケーションズ[13][14]「OCNバーチャルコネクト」
- ファミリーネット・ジャパン
- アルテリア・ネットワークス株式会社[15][16] 「XPASS（クロスパス）」
- 楽天モバイル株式会社

以下は提供を検討していたVNE事業者である。
- フリービット株式会社[17][18]

VNEの接続枠は当初3事業者までに限られていたが、2014年3月以降は16社に拡大された。

### FVNO開始に伴うFVNE
2015年2月から、NTT東西による光回線サービスの卸売が開始された。
電気通信役務に提供する設備（サーバー等）や、電気通信回線を保有せずに、伝送路設備を保有する電気通信事業者(Network Operator, NO)やISPの電気通信役務の一方または双方の卸提供を受けて一括してユーザーに役務提供を行う、「FVNO」（Fixed Virtual Network Operator; 仮想固定通信事業者）と言う形態である。
FVNOの開始に伴い、これらをサポートするFVNE事業を開始する事業者が出ている。